# 梶浦善次
梶浦 善次（かじうら ぜんじ、1905年8月30日 - 1993年8月4日）は、日本の哲学者・教育者。専門は教育哲学・ゲオルク・ヴィルヘルム・フリードリヒ・ヘーゲルに関する研究。北海道における学校経営者。

## 経歴
北海道留萌市出身。1925年札幌師範学校卒業。卒業後、北海道小樽市の小学校訓導として奉職するも、1926年に東京高等師範学校文科第三部に入学。1930年同学校卒業、北海道庁立札幌第一中学校（後の北海道札幌南高等学校）英語教諭。1938年北海道庁立小樽中学校（後の北海道小樽潮陵高等学校）英語教諭に転任。1942年東京文理科大学哲学科に入学、1944年同大学卒業。同年9月、北海道第一師範学校講師、同年12月教授。
1949年、北海道学芸大学教育学部助教授。1951年、北海道学芸大学附属札幌小学校及び北海道学芸大学附属札幌中学校の校長を兼任。1954年、北海道学芸大学教授。1958年、北海道札幌旭丘高等学校初代校長に就任。同校の校歌の作詞も手掛けた。1964年にはリオデジャネイロで開催された世界教育会議に日本代表として出席した。
1966年、北星学園大学文学部教授。1967年同学生部長に就き、学生紛争の解決にあたった。1970年、札幌静修短期大学学長に就任（札幌静修短期大学付属幼稚園園長を兼任）。1972年、北海道女子短期大学教授、同年7月学長代理として田所哲太郎を補佐した。大麻幼稚園長に就任。1975年、北海道女子短期大学学長に就任。1987年、北海道女子短期大学を退職。同名誉教授、同名誉学長。

## 受賞歴
- 勲三等瑞宝章（1980年）[1]
- 北海道文化賞受賞（1984年）[1]

## 業績
- 『戦後におけるフランス教育改革の動向』（教育新潮 1巻6号, 1950年）
- 『危機における教育哲学　戦後におけるアメリカ教育哲学』（教育新潮 4巻1号, 1953年）
- 『教育技術の主体化』（教育新潮 5巻2号, 1954年）
- 『教育の真実を求めて : 常識のもとに』（北海タイムス社, 1980年）
- 『教育の現実をみつめて : 教育・政治・哲学』（北海タイムス教育懇話室, 1983年）
- 梶浦善次論集刊行委員会編『梶浦善次論集』（北海道教育社, 1992年1巻・1994年2巻）